# Seguyopiara fasciata
Seguyopiara fasciata är en tvåvingeart som beskrevs av Steyskal 1990. Seguyopiara fasciata ingår i släktet Seguyopiara och familjen bredmunsflugor. Inga underarter finns listade i Catalogue of Life.